# سردابه‌ای روستای رهورد
بنای سردابه‌ای روستای رهورد مربوط به دوره تیموریان است و در شهرستان قوچان، بخش باجگیران، روستای رهورد واقع شده و این اثر در تاریخ ۵ تیر ۱۳۸۴ با شمارهٔ ثبت ۱۱۹۰۵ به‌عنوان یکی از آثار ملی ایران به ثبت رسیده است.